# فشل كارثي
الفشل الكارثي أو الإخفاق الذريع هو فشل مفاجئ وكلي يستحيل التخلص منه، وغالباً ما يؤدي إلى فشل الأنظمة المتتالي، ويُستخدم المصطلح بشكل شائع في إطار الفشل الهيكلي، لكنه غالبًا ما يمتد ليشمل العديد من التخصصات الأخرى التي يحدث فيها فقدان كلي غير قابل للاسترداد. وتحقق الهندسة الجنائية في مثل هذه الأنواع من الفشل، حيث تهدف إلى عزل سبب (أو أسباب) هذا الفشل حتى يُمكن تجنبها في المستقبل. 
يُمثل تعطل التوربينات البخارية أحد الأمثلة على الفشل الكارئي، والذي يمكن أن يحدث بسبب ذروة الضغط على الدوار؛ وزيادة تركيز الإجهاد إلى درجة مفرطة، مما يؤدي في النهاية إلى فشل القرص.  
وكأحد الأمثلة أيضا في الهندسة الكيميائية، فإن الانفلات الحراري يُمكن أن يؤدي إلى فشل كارثي. 

## أمثلة

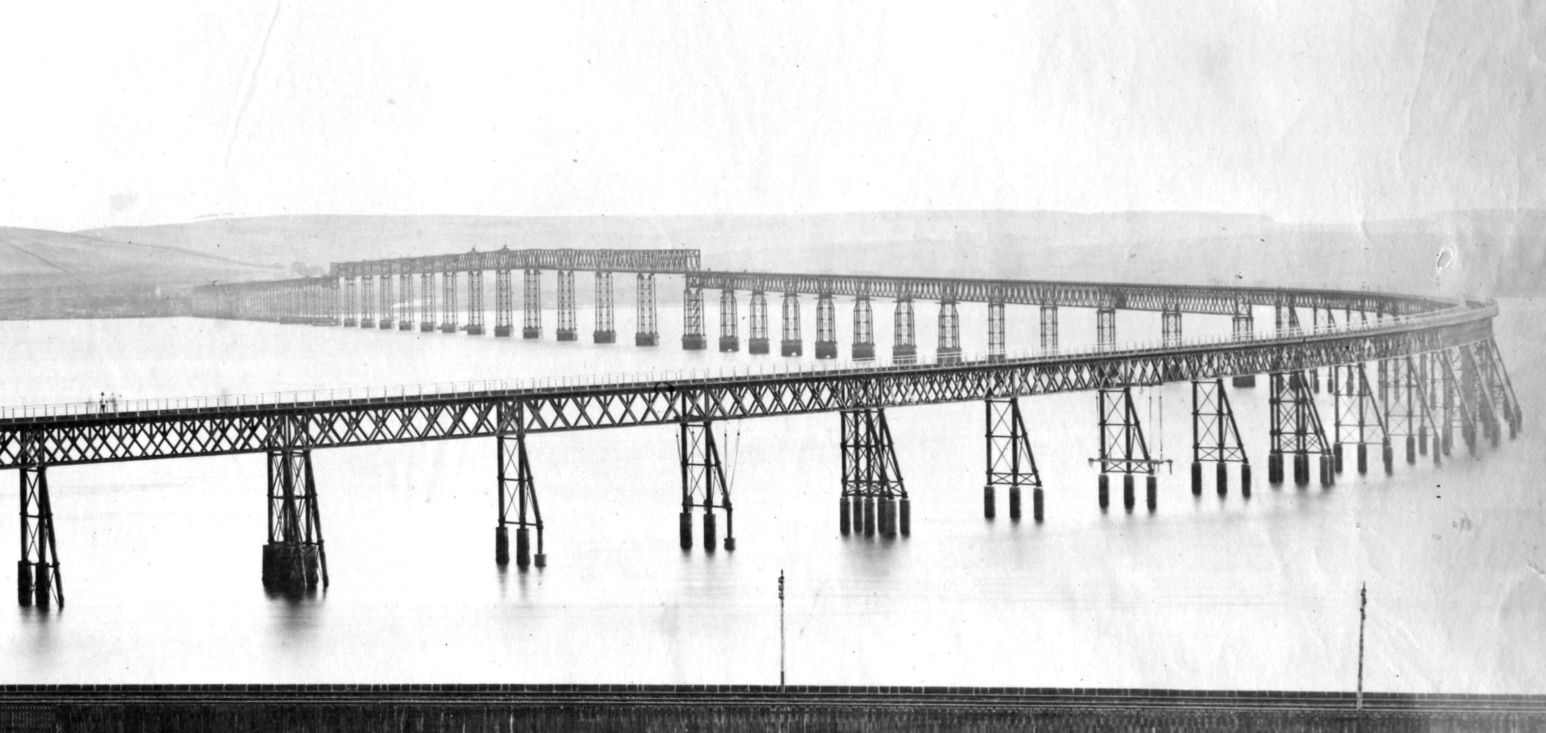
جسر تاي الأصلي من جهة الشمال

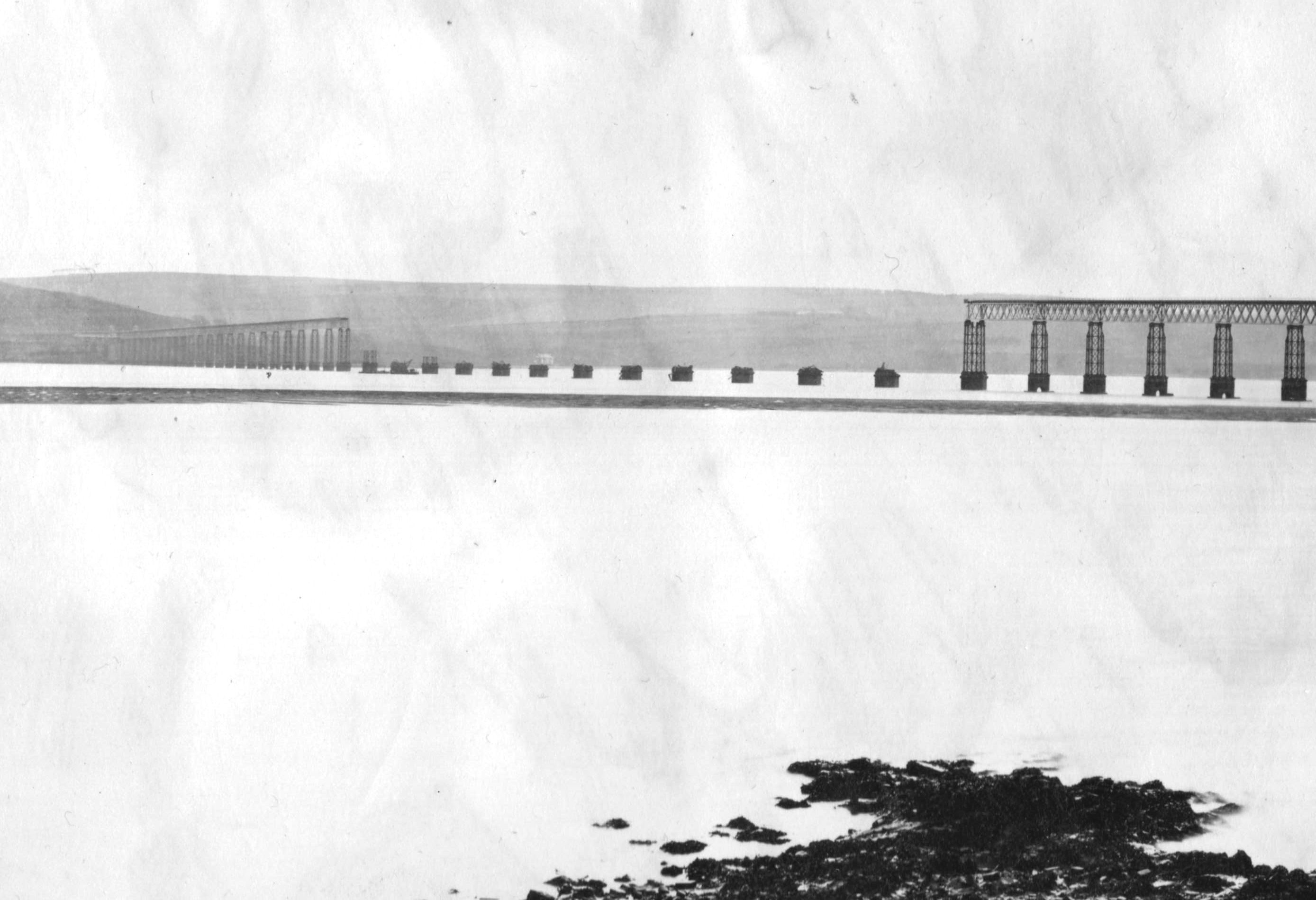
سقوط جسر تاي من جهة الشمال

تشمل الأمثلة على الفشل الكارثي للهياكل الهندسية ما يلي: 
- كارثة جسر تاي عام 1879، حيث تدمر مقدار نصف ميل من منتصف الجسر أثناء عبور قطار في عاصفة، حيث أن الجسر قد صُمم بشكل سيئ وتم بناؤه كإحلال لبنية منفصلة قديمة.
- أدى فشل سد شمال فورك عام 1889 إلى إطلاق 4.8 مليار جالون أمريكي من المياه (18 مليار لتر) وقتل أكثر من 2200 شخص (المعروف شعبياً باسم فيضان جونستون).
- أدى انهيار سد القديس فرانسيس في عام 1928 إلى إطلاق 12.4 مليار جالون أمريكي من المياه (47 مليار لتر)، مما أدى إلى مقتل ما يقرب من 600 شخص.
- كاثة دي هافيلاند كومت عام 1954، والتي نُسبت لاحقًا لوجود أعطال هيكلية بسبب الكلال الغير متوقع عند زوايا النوافذ المربعة.
- انهيار ممر حياة ريجنسي عام 1981 ، حيث انهار ممشى معلق في بهو الفندق في كانساس سيتي بولاية ميسوري ، مما أدى إلى مقتل أكثر من 100 شخص داخل المبنى وتحته.
- كارثة المكوك الفضائي تشالنجر عام 1986
- كارثة المكوك الفضائي كولومبيا عام 2003 ، حيث تسببت الأضرار التي لحقت بالجناح أثناء الإطلاق في خسارة كاملة عند العودة.
- انهيار جسر نهر المسيسيبي I-35W متعدد الامتدادات في 1 أغسطس 2007.